# Alex Randolph
Alexander Randolph (4 de maig de 1922 – Venècia, 28 d'abril de 2004) fou un escriptor estatunidenc i autor de jocs de taula, especialment conegut per jocs com TwixT, Inkognito (amb Leo Colovini), Raj i Ricochet Robot (Rasende Roboten).

## Biografia
Randolph era fill de «pares rics», en les seves pròpies paraules, i assistí a una escola privada a Suïssa. Va passar els seus primers anys treballant en diverses ocupacions, inclosa la intel·ligència militar i com a editor publicitari a Boston.

### Creació de jocs
El 1961, Randolph es va traslladar al Japó i va iniciar una carrera com a creador i desenvolupador professional de jocs, amb el seu primer treball, el joc de connexió TwixT. Durant aquest temps, també es va convertir en un jugador dan de shogi. El 1962, Randolph (juntament amb Sid Sackson) va rebre l'encàrrec de començar una nova divisió de jocs per a l'empresa Minnesota Mining and Manufacturing (3M). Mitjançant aquesta divisió de 3M, Randolph va crear i publicar jocs com Breakthru, Evade, Oh-Wah-Ree i TwixT.
Randolph es va traslladar a Venècia el 1968, on continuà la seva carrera com a desenvolupador de jocs amb l'empresa Venice Connection, creada amb Dario De Toffoli i Leo Colovini. Randolph va morir als 82 anys a Venècia, el 28 d'abril de 2004.

## Premis
Randolph va rebre el prestigiós Spiel des Jahres l'any 1982 pel seu joc Enchanted Forest, i el 1992 el premi especial Deutscher Spiele Preis.